# Dendrochilum maleolens
Dendrochilum maleolens är en orkidéart som beskrevs av Friedrich Fritz Wilhelm Ludwig Kraenzlin. Dendrochilum maleolens ingår i släktet Dendrochilum och familjen orkidéer. Inga underarter finns listade i Catalogue of Life.